# Química bioinorgànica
La química bioinorgànica és la part de la química que estudia la presència i la importància de les estructures inorgàniques, com els ions metàl·lics i els compostos inorgànics en les estructures biològiques. És una disciplina multidisciplinària, ja que entren en contacte branques de la química com la química inorgànica amb disciplines com la Bioquímica, la Genètica o la Biologia Molecular. Dins dels camps d'interès de la química bioinorgànica es troba l'estudi de les metal·loproteïnes, la biomineralització (formació dirigida d'estructures inorgàniques en els éssers vius, com podrien ser els ossos, per exemple), o l'estudi de les interaccions de compostos inorgànics amb biomolècules, ja sigui per entendre els seus mecanismes de toxicitat o per desenvolupar nous fàrmacs inorgànics (un dels fàrmacs inorgànics més reeixits és el cisplatí, un compost de coordinació de platí que és emprat en el tractament de diversos càncers).